# Presidente Castelo Branco (Santa Catarina)
Presidente Castello Branco es un municipio brasileño del estado de Santa Catarina. Tiene una población estimada al 2022 de 1 689 habitantes. Pertenece a la Región metropolitana de Contestado.

## Toponimia
El nombre es en honor a Humberto de Alencar Castelo Branco, 26° Presidente de Brasil.

## Historia
La localidad que dio origen al municipio era llamada Dois Irmãos (Dos Hermanos) y fue fundada en 1935, con la llegada de dos hermanos inmigrantes italianos provenientes de Río Grande del Sur. El territorio de esta localidad pertenecía a los municipios de Cruzeiro y Campos Novos. Y desde 1963, pasó a ser distrito de Ouro. Se emancipó como municipio el 11 de noviembre de 1963, y adoptó el nombre de Presidente Castello Branco en 1965.